# Бельченко, Феодосий Лукьянович
Феодосий Лукьянович Бельченко (1922—2004) — старший сержант Советской Армии, участник Великой Отечественной войны, Герой Советского Союза (1945).

## Биография
Феодосий Бельченко родился 28 сентября 1922 года в селе Домашлин Корюковского района Черниговской области в крестьянской семье. Получил начальное образование, после чего работал в колхозе. В сентябре 1943 года был призван на службу в Рабоче-крестьянскую Красную Армию. С февраля 1944 года — на фронтах Великой Отечественной войны. К январю 1945 года гвардии старший сержант Бельченко был помощником командира взвода 218-го гвардейского стрелкового полка 77-й гвардейской стрелковой дивизии 69-й армии 1-го Белорусского фронта. Отличился во время освобождения Польши.
В январе 1945 года на подступах к городам Зволень и Радом советские войска были остановлены мощным немецким сопротивлением у села Нове. Через село проходила первая линия траншей, а к западу находились ещё две линии. Все они были укреплены бетонными сооружениями и оснащены мощным вооружением всех видов. Командование дивизии отдало приказ о взятии села штурмом. 14 января 1945 года Бельченко первым в своём подразделении ворвался в расположение первой траншеи. В рукопашной схватке он лично уничтожил двух офицеров и семерых солдат противника. Когда взвод продвигался ко второй линии, его командир был убит пулемётной очередью. Уничтожив пулемёт гранатой, Бельченко принял командование взводом на себя и, несмотря на ранение, повёл подчинённых в атаку. Захватив исправный пулемёт, Бельченко огнём из него уничтожил несколько десятков солдат и офицеров противника. Взводу удалось выбить противника и из третьей траншеи. Вскоре взвод принял участие в окружении гарнизонов Зволеня и Радома, которое привело к их капитуляции.
Всего же под руководством Бельченко бойцы взвода захватили 20 БТР и автомашин противника, несколько десятков подвод с военным имуществом и документами. Взводом было уничтожено более 100 немецких солдат и офицеров, и 36 — взято в плен.
Указом Президиума Верховного Совета СССР от 27 февраля 1945 года за «мужество и героизм, проявленные в боях за польские города Зволень и Радом» гвардии старший сержант Феодосий Бельченко был удостоен высокого звания Героя Советского Союза с вручением ордена Ленина и медали «Золотая Звезда» за номером 7091.
В 1946 году был демобилизован, вернулся на родину, работал слесарем в колхозе. В 1961 году вступил в КПСС. Умер 4 июня 2004 года, похоронен на родине.
Был также награждён советскими орденами Отечественной войны 1-й степени, Трудового Красного Знамени, Красной Звезды, а также рядом медалей, украинским орденом Богдана Хмельницкого III степени (5.05.1999).